# بيدرو دي آيسينينا ذ بينول
بيدرو دي آيسينينا ذ بينول (بالإسبانية: Pedro de Aycinena y Piñol)‏ (19 أكتوبر 1802 - 14 مايو 1897) كان السياسي المحافظ وعضو من عشيرة آيسينينا التي عملت بشكل وثيق مع النظام المحافظ من رافائيل كاريرا. وكان الرئيس المؤقت غواتيمالا في عام من 14 أبريل 1865 إلى 24 مايو 1865 بعد وفاة الرئيس مدى الحياة العامة رافائيل كاريرا.

## روابط خارجية
- "Pedro de Aycinena (1865)". DeGuate. مؤرشف من الأصل في 2009-02-22. اطلع عليه بتاريخ 2015-01-04.